# پر راسموسن
پر راسموسن (انگلیسی: Per Rasmussen؛ زادهٔ ۲ فوریهٔ ۱۹۵۹) قایقران روئینگ اهل دانمارک است.